# آآ تریبولاتا
آآ تریبولاتا (نام علمی: Aa trilobulata) نام یک گونه از سرده آآ است.